# Wuling Dragon
Wuling Dragon — серия бескапотных микровэнов и кей-каров, выпускавшихся с 1990 по 2010 год совместным предприятием SAIC-GM-Wuling. Пришёл на смену семейству Wuling LZ110.

## История
Производство началось примерно в 1990 году после подписания соглашения с Mitsubishi о производстве Mitsubishi Minicab 1984—1991 годов по лицензии. Микроавтобусы и фургоны получили индексы LZW 6320/6430, а пикапы — LZW 1010. В 1998 году автомобиль прошёл рестайлинг и стал называться LZW6330/6332. Семиместный минивэн LZW6360 был добавлен в модельный ряд в 2003 году.
Первоначально в автомобилях Wuling Dragon применялись трёхцилиндровые двигатели Daihatsu объёмом 843 см3 и четырёхцилиндровый двигатель Mitsubishi 4G82 объёмом 1061 см3. С 1998 года в автомобилях применялись 0,8-, 1,0- и 1,1-литровые рядные четырёхцилиндровые двигатели Suzuki F8A/F10A мощностью, соответственно, 26, 32 и 35 кВт (35, 43 и 48 л. с.). Чуть позже от 1,1-литрового двигателя отказались, а мощность 0,8- и 1,0-литровых двигателей была увеличена, соответственно, до 29 и 35 кВт (39 и 47 л. с.). Также применялся трёхцилиндровый двигатель Daihatsu объёмом 993 см3.
Dragon обретает популярность за счёт правильных размеров для густонаселённых районов Китая и низкой стоимости относительно большинства импортных китайских автомобилей. Пикап с двойной кабиной (LZW 1010SD/PSN, позднее — LZW 1020PSLNE3) имеет колёсную базу, 2370 мм и длину 4170 мм, в то время как цельнометаллический фургон имеет длину 3320 мм.

## Галерея
- Вид сзади
- Передняя часть до фейслифтинга
- LZW 1010SD с двойной кабиной